# Dominique-Vincent Ramel-Nogaret
Pour les articles homonymes, voir Nogaret (homonymie).
Dominique-Vincent Ramel, dit « Ramel de Nogaret » ou « Ramel-Nogaret », né le 3 novembre 1760 à Montolieu, mort le 31 mars 1829 à Bruxelles, est un avocat, un économiste, un essayiste et un homme politique de la Révolution française, ayant notamment exercé la fonction de ministre des Finances sous le Directoire.

## Biographie

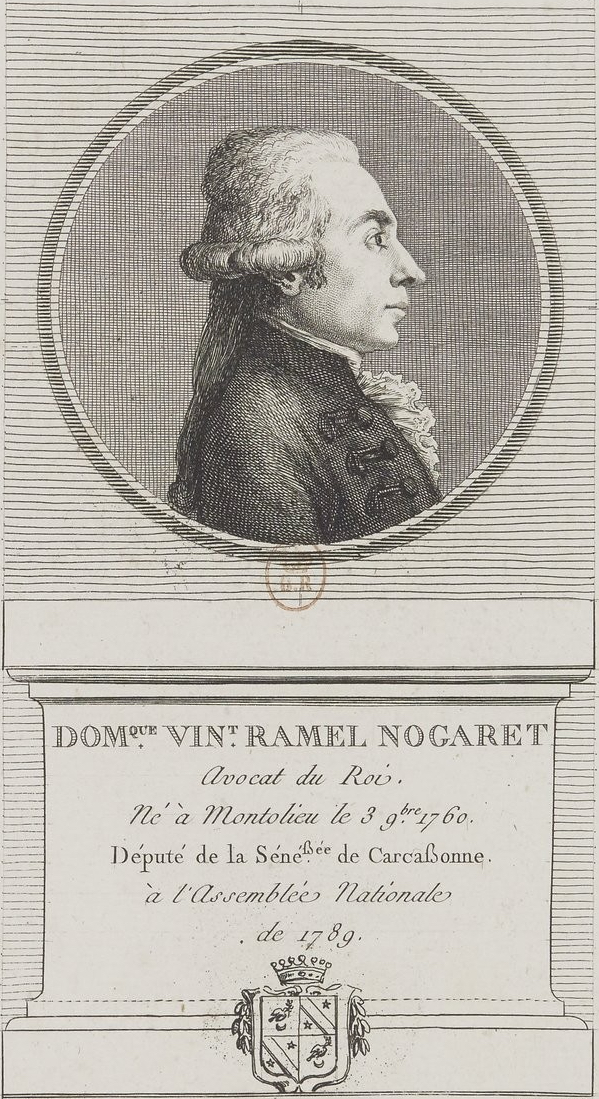
Dominique-Vincent Ramel

### Origines et famille
Fils de Jean-Baptiste Ramel (1718-1789) et de Marie-Rose Ducup de Saint Ferriol, une famille aisée de marchands établis à Montolieu, il occupe la place de procureur du roi au présidial de Carcassonne sous l'Ancien Régime.

### Mandat à la Constituante
Ramel-Nogaret est élu représentant du tiers-état de la sénéchaussée de Carcassonne, le premier sur quatre, aux États-généraux de 1789. Il vote en faveur du rattachement du Comtat Venaissin à la France, et en faveur de l'égalité entre les hommes blancs et les hommes libres de couleur.

### Mandat à la Convention et au Conseil des Cinq-Cents
La monarchie constitutionnelle instituée par la constitution du 3 septembre 1791 prend fin à l'issue de la journée du 10 août 1792 : les bataillons de fédérés bretons et marseillais et les insurgés des faubourgs de Paris prennent le palais des Tuileries. Louis XVI est destitué et incarcéré avec sa famille à la tour du Temple. 
En septembre 1792, Dominique Ramel-Nogaret, alors devenu président du tribunal de Carcassonne, est réélu député, le troisième sur les huit du département de l'Aude, à la Convention nationale. 
Il siège sur les bancs de la Plaine. Lors du procès de Louis XVI, il vote pour la mort, en faveur de l'appel au peuple mais contre le sursis à l'exécution de la peine : « Je voterai pour la mort, mais je veux que la nation sanctionne ce jugement ». En avril 1793, il s'abstient de voter lors du scrutin sur la mise en accusation de Jean-Paul Marat. En mai, il s'abstient également de voter lors du scrutin sur le rétablissement de la Commission des Douze.  
Dès le début de son mandat, Ramel-Nogaret est élu membre du Comité des finances. Fin mai 1793, il intègre le Comité de Salut public aux côtés de Couthon, de Hérault de Séchelles, de Mathieu-Mirampal et de Saint-Just, pour préparer la nouvelle constitution.  
Ramel-Nogaret est initialement visé dans le discours de Robespierre du 8 thermidor an II (26 juillet 1794). Lui et ses collègues Pierre-Joseph Cambon et François Mallarmé du Comité des finances y sont qualifiés « [de] brissotins [d']aristocrates et [de] fripons : [...] ce sont les compagnons et les successeurs de Chabot, de Fabre et de Jullien ». 
En pluviôse an III (janvier 1795), Ramel Nogaret est envoyé en mission, aux côtés de Cochon de Lapparent, près les armées stationnées en Hollande.
Élu membre du Conseil des Cinq-Cents lors de l'organisation constitutionnelle de l'an III, il s'y occupe encore des finances. C'est à lui que l'on doit la proposition, qui n'a reçu son exécution que sous le règne de Napoléon, de terminer le palais du Louvre.

### Ministre des Finances

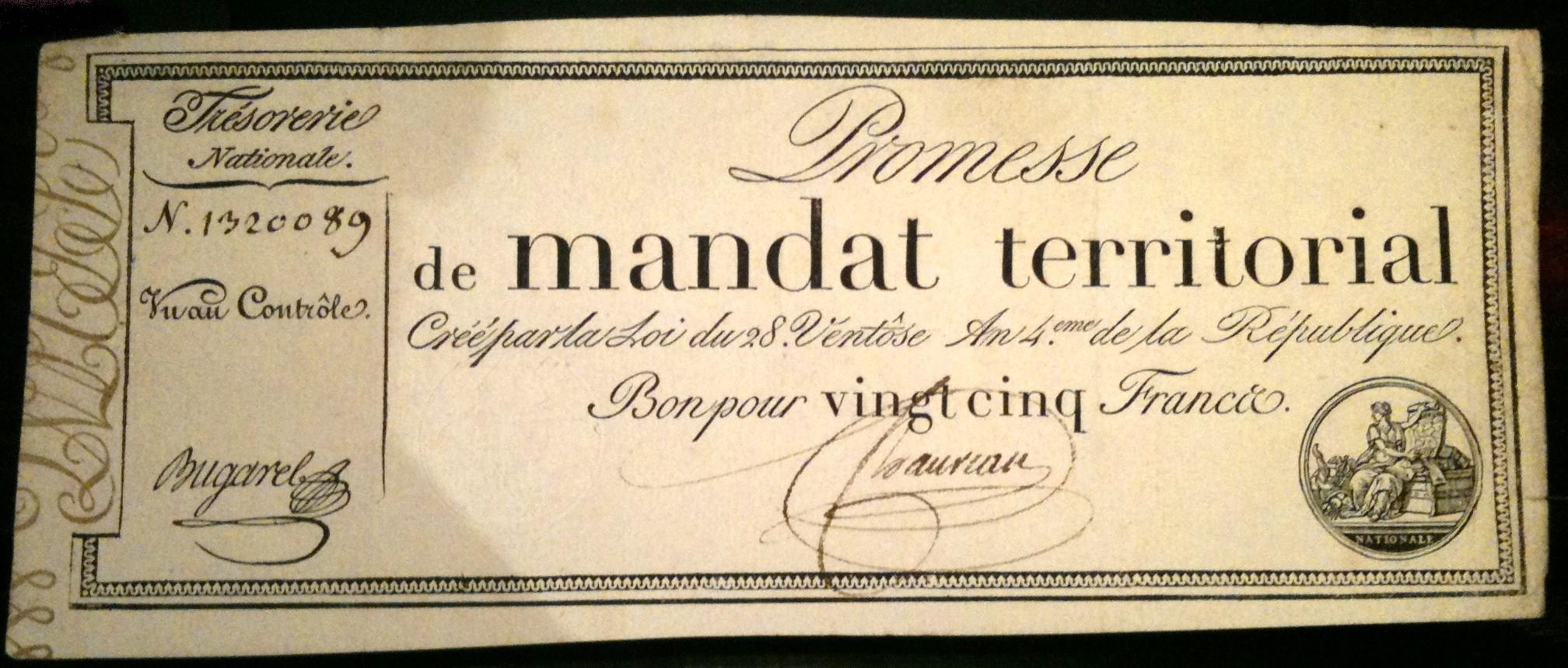
Promesse de mandat territorial de 25 francs.

Le 25 pluviôse an IV (14 janvier 1796), Ramel est nommé ministre des Finances en remplacement de Guillaume-Charles Faipoult, poste qu'il occupera jusqu'au 20 juillet 1799. Durant cette période, on lui doit la réorganisation des Finances et d'avoir tenté de mettre en place un véritable budget de l’État.
Au milieu de circonstances difficiles, il s'efforce durant son ministériat de subvenir aux besoins pressants et quotidiens des armées et au manque de trésorerie de l’État. Dans un premier temps, il produit un rapport qui vise à réformer la fiscalité, notamment à taxer la rente foncière à hauteur de 20 % et à mettre en place un impôt sur les revenus. Comme ce rapport ne produit que peu d'effets, et que les retards d'impôts s’accumulent, une seule solution se présente à lui : liquider au plus vite le reste des biens nationaux. Durant cette période, il poursuit une opération financière dès plus difficiles, la liquidation du système des assignats et l’apurement de l'emprunt forcé, en créant un nouveau système hypothécaire, le mandat territorial, qui a cours forcé en mars 1796 pour un programme d'émission à hauteur de 2,5 milliards. Le 18 fructidor an IV (4 septembre 1796) puis la loi du 16 Brumaire an V (6 novembre 1796) fut votée la mise en vente des biens nationaux des départements belges annexés, puis dans le reste du pays.
Le 8 décembre 1796, Ramel accepte l'offre de Dijon & Cie (comprenant les financiers et négociants Hainguerlot, Ouvrard et Bastide) qui s'engage à verser tous les mois 2,5 millions en espèces à la Trésorerie, en échange d'un montant de 100 millions en mandats émis sur la caisse publique. Après en avoir négocié le placement sur le marché, Dijon s'engageait à rembourser la Trésorerie sous soixante jours. Ramel espérait ainsi trouver auprès de particuliers deux choses : du numéraire et un moyen de placer ses mandats. Les conséquences furent désastreuses : étendue à tous les départements, cette pratique contribua à faire baisser le cours du mandat, puisque d'une part l’État en injectait une trop grande quantité sur le marché, et d'autre part, les débiteurs avaient tout intérêt à rembourser à moindre coût. La démonétisation du mandat à 1 % de sa valeur nominale fut effective le 4 février 1797, augmentant aussitôt le mécontentement : elle eut pour conséquence la fin du trafic sur les biens nationaux et le rétablissement de la circulation monétaire métallique, mais la rareté du numéraire provoqua une forte crise de déflation (ce qui avait été payé cher était revendu au plus bas). Ce climat explique le succès des forces réactionnaires aux élections de mars-avril 1797, les premières à peu près libres depuis 1791 : les royalistes obtinrent la majorité au Conseil des Cinq-Cents. Avec Gibert-Desmolières à leur tête, ils réclament le départ de Ramel. Toutefois, les deux tiers du Directoire se montrent satisfaits de son administration, ce qui ne fait qu'irriter davantage le parti dont le Journal des hommes libres est alors l'organe. Le Coup d'État du 18 fructidor an V place Ramel parmi les hommes les plus puissants du régime.
Ayant les coudées franches, il ordonne le 30 septembre 1797, la fermeture du marché des titres publics et fait voter une loi annulant les deux tiers de la dette publique : c'est le tiers consolidé. Cet événement, jugé scandaleux et qui ne resta pas sans conséquence, fut qualifié par l'opposition de « banqueroute des deux tiers ». Ramel tente ainsi de solder la dette publique et de rétablir l’équilibre des finances publiques après plusieurs années d’agitation révolutionnaire. Il déclare, pour justifier son action, J'efface les conséquences des erreurs du passé pour donner à l'État les moyens de son avenir.
Après la mise en place en novembre de l'Agence des contributions directes, et face à une nouvelle pénurie de ressources, Ramel est à l'origine d'un quatrième impôt direct taxant le foncier, celui des portes et fenêtres pour lequel il met en place le cadastre. En 1798, les impôts indirects augmentent et les droits de péage routier sont rétablis, ainsi que la loterie nationale.
Alors qu'il souhaite rétablir un impôt sur le sel, Ramel est dénoncé avec une fureur nouvelle par un grand nombre d'adresses mais cette fois venues de son propre camp : les directeurs Merlin, Treilhard, La Révellière-Lépeaux, Reubell et son beau-frère le commissaire Jean-Jacques Rapinat, mais aussi le ministre Schérer, obligent Ramel à se retirer du ministère le 7 thermidor an VII (20 juillet 1799). Il est remplacé par Robert Lindet qui ne demeura que quelques mois en poste.

### Avocat et essayiste
Devenu avocat, Ramel reste pratiquement sans fonctions sous les gouvernements consulaire et impérial : il publie cependant deux essais, Des finances de la République française (an IX), puis, Du change, du cours des effets publics et de l’intérêt de l’argent, considérés sous le rapport du bien général de l’État (1807). Par décret du 20 septembre 1812, il est nommé conseiller général de l’Aude. Pendant les Cent-Jours, au cours du mois de mai 1815, Napoléon le nomme préfet du Calvados. Le second retour des Bourbons ne tarde pas à le priver de ses nouvelles fonctions ; quelques mois après, il est frappé par la loi du 12 janvier 1816 contre les régicides et certains bonapartistes. Il se retire alors à Bruxelles, avec ses camarades le peintre David et Sieyès, où le barreau de cette ville l'admet au nombre de ses membres. La demande d'autorisation de rentrer en France effectuée en novembre 1820 par son épouse, au moins pour quelques mois, est refusée par la France : il meurt neuf ans plus tard à Bruxelles.

### Vie intime

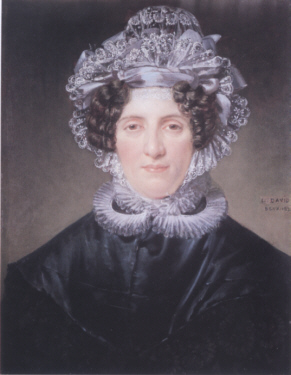
Pauline Panckoucke en 1820, par Jacques-Louis David

- Il avait épousé en 1792 à  Bruxelles Pauline (ou Paulette ?) Panckoucke (morte en 1829), fille de l'éditeur lillois Placide-Joseph Panckoucke, nièce du grand libraire et éditeur parisien Charles-Joseph Panckoucke[15]. Le couple a deux filles : Pauline-Angélique Ramel (1800-1878) qui épousa le préfet du Morbihan également conseiller d'État, Édouard Lorois ; Mélanie Ramel (1804-) qui épousa le baron Frédéric Ronstorff (1805-1876), négociant, membre de la Chambre des représentants de Belgique et auteur d'ouvrages politiques.
- Le peintre David fit le portrait de Ramel ainsi que celui de son épouse Pauline. Son portrait a été vendu 16 millions de francs par l'étude Binoche en 1995 et est aujourd'hui aux États-Unis.
- Apparemment, Dominique-Vincent et son épouse sont morts le même jour (le 30 ou le 31 mars 1829).

## Publications
- Des finances de la république française en l'an IX, 1801.
- Du change, du cours des effets publics et de l'intérêt de l'argent, 1807.
- plusieurs mémoires sur les finances